# راموسيروماب
راموسيروماب (Ramucirumab ) الذي يُباع تحت الإسم التجاري سيرامزا( Cyramza)، هو دواء يستخدم لعلاج سرطان المعدة، وسرطان القولون و المستقيم، و سرطان الرئة ذو الخلايا غير الصغيرة، وسرطان الخلايا الكبدية.  يوصف فقط في بعض الحالات المتقدمة.  و يعطى عن طريق الحقن في الوريد. 
تشمل الآثار الجانبية الشائعة لهذا العقار على: التعب و الإسهال و النزيف و الصداع و انخفاض الصوديوم و التورم و مشاكل في الكلى.  قد تشمل الآثار الجانبية الأخرى ثقب المعدي المعوي، و ضعف التئام الجروح، و ارتفاع ضغط الدم ، و جلطات الدم.  أما استخدامه في الحمل فقد يضر الجنين.  و هو جسم مضاد وحيد النسيلة يرتبط بمستقبل عامل نمو بطانة الأوعية الدموية (VEGFR) و يمنع عمله.  
تمت الموافقة عليه للاستخدام الطبي في الولايات المتحدة و أوروبا في عام 2014.   في الولايات المتحدة تبلغ تكلفة 500 ملغ حوالي 6,600 دولار أمريكي اعتبارًا من عام 2021.  في المملكة المتحدة، يكلف هذا المقدارهيئة الخدمات الصحية الوطنية حوالي 2500 جنيه إسترليني. 